# Through the Breakers (film 1928)
Through the Breakers è un film muto del 1928 diretto da Joseph C. Boyle.

## Trama
Diane Garrett, una bella giovane signora dell'alta società londinese, promette di sposare John Lancaster entro un anno. John, che lavora come manager in una piantagione della British Trading Co., resta nella sua isola nei Mari del Sud mentre Diane continua la sua vita brillante. Passato l'anno convenuto, lei rifiuta di lasciare i suoi agi e i suoi divertimenti. Si imbarca, tuttavia, per un viaggio sull'oceano. La nave su cui si trova, va a naufragare davanti all'isola dove si trova John. Quando si trova davanti al fidanzato, Diane usa tutte le sue arti femminili per farsi perdonare di non essere andata da lui di sua spontanea volontà. Sull'isola, intanto, scoppia una tragedia: Taya, una giovane isolana innamorata di John, viene uccisa dal proprio innamorato, un indigeno. Questi prende il corpo della ragazza morta, lo mette dentro a una canoa e comincia a pagaiare verso il mare aperto e verso la morte. Colpita da quell'esempio di amore tragico, Diane si convince che il proprio posto è tra le braccia rassicuranti di John.

## Produzione
Il film fu prodotto dalla Gotham Productions.

## Distribuzione
Distribuito dalla Lumas Film Corporation, il film - presentato da Samuel Sax (come Sam Sax) - uscì nelle sale cinematografiche USA il 28 settembre 1928.
Viene conservata una copia del film (positivo 16 mm) che è stato distribuito sia in VHS che in DVD da varie case (Grapevine Video, Facets Multimedia e Reelclassicdvd.com).